# NGC 158
NGC 158 је двојна звезда у сазвежђу Кит која се налази на NGC листи објеката дубоког неба.
Деклинација објекта је - 8° 20' 42" а ректасцензија 0h 35m 5,5s. Привидна величина (магнитуда) објекта NGC 158 износи 10,4.